# ستيفان لامبيسي
ستيفان لامبيسي (Stéphane Lambese) (10 مايو 1995 في نوجينت سور مارن في فرنسا – )؛ هو لاعب كرة قدم كان يلعب كمدافع. يلعب مع منتخب هايتي لكرة القدم منذ عام 2015.

## وصلات خارجية
- ستيفان لامبيسي على موقع قاعدة بيانات كرة القدم.إي يو (الإنجليزية)
- ستيفان لامبيسي على موقع ليكيب (الفرنسية)
- ستيفان لامبيسي على موقع ناشيونال فوتبول تيمز (الإنجليزية)
- ستيفان لامبيسي على موقع Soccerway.com (الإنجليزية)
- ستيفان لامبيسي على موقع عالم كرة القدم.نت (الإنجليزية)
- ستيفان لامبيسي على موقع GSA (الإنجليزية)